# Störtlopp
Störtlopp är en gren inom alpin skidsport. Störtlopp har den näst högsta farten, efter speedskiing (flygande kilometern) av de alpina disciplinerna och medför därmed de största riskerna. De bästa åkarna kommer upp i hastigheter upp till 130 km/h, men under tävlingarna i Lauberhornrennen i Wengen, Schweiz, och i Hahnenkammrennen i Kitzbühel, Österrike, så kan hastigheter på 150 km/h[källa behövs] uppnås. Vid tävlingarna i Wengen den 19 januari 2013 satte fransmannen Johan Clarey nytt hastighetsrekord för störtlopp med en uppmätt hastighet på 161,9 km/h .  Ett fall innebär ofta svåra skador. Även dödsolyckor förekommer.

## Banan
En typisk störtloppsbana börjar långt upp på berget och bör innehålla höga hastigheter, utmanande svängar, några hopp samt glidpartier på flacken. En störtloppsbana innehåller endast röda portar (andra alpina discipliner har både röda och blå). 
Fallhöjden ska för världselittävlingar vara 800–1100 m för män och 500–800 m för kvinnor. 

## Åket
Ett störtlopp innehåller bara ett åk, till skillnad från slalom och storslalom som är två åk. I alla störtlopp gör åkarna stora förberedelser före loppet, med dagliga inspektioner av banan, diskussioner med tränarna och lagkamraterna samt tidsträning. I själva loppet försöker åkarna göra så få svängar som möjligt och försöker hitta den bästa linjen för att spara hundradelar. Åkaren försöker stå så mycket som möjligt i så kallad äggställning för att minimera luftmotståndet. Naturligtvis är backen avstängd för allmänheten och det finns alltid säkerhetspersonal på plats. 

## Kända störtlopp
Några kända störtlopp är bland annat störtloppet i Kitzbühel, Wengen och Bormio. Störtloppet i Kitzbühel brukar klassas som det mest krävande störtloppet i herrarnas världscup. Att ta hem en seger i störtloppet i Kitzbühel ger stor berömmelse. 